# Rafał Hadziewicz
Rafał Hadziewicz est un peintre polonais du XIXe siècle, né le 13 octobre 1803 à Zamch, et mort le 7 septembre 1883 à Kielce (Pologne).

## Biographie
Hadziewicz fréquente l'école des beaux-arts de Zamch entre 1816 et 1822. En 1822, il part parfaire son art à la Faculté des beaux-arts de l'Université de Varsovie, avec pour professeur Antoni Brodowski. 
Après avoir obtenu une bourse d'études, il se rend à Dresde en 1829 et plus tard à Paris. En 1831, il poursuit ses études à Rome, où il restera jusqu'en 1833. 
En 1834, il s'installe à Cracovie où il peindra des icônes dans plusieurs églises orthodoxes. En 1839, il part pour Moscou, où il enseigne au sein du Département des Beaux-Arts et de mathématiques jusqu'en 1844. En 1844, il retourne à Varsovie, pour enseigner à l'École des Beaux-Arts de Varsovie. En 1871, il est muté à l'université de Kielce, où il décèdera. Il repose au cimetière de Powązki de Varsovie (Pologne).
Hadziewicz peint de nombreux tableaux religieux et de nombreux portraits, mais il sera surtout reconnu pour ses tableaux historiques, souvent comparés à l'art de la Renaissance italienne.

## Galerie

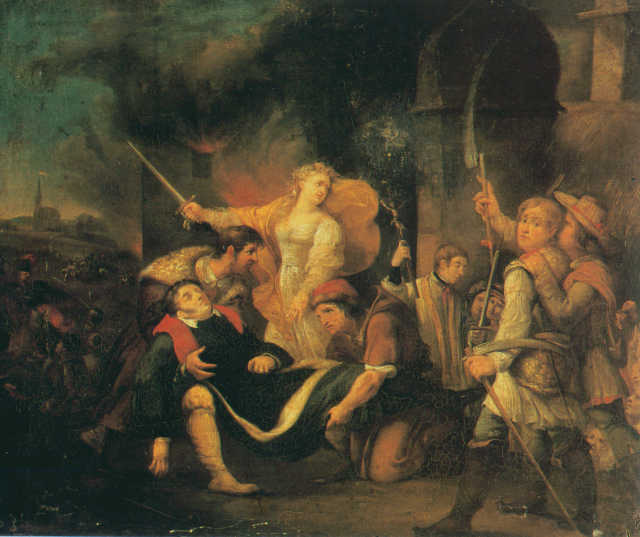
Mort du général Henryk Kamieński, héros polonais
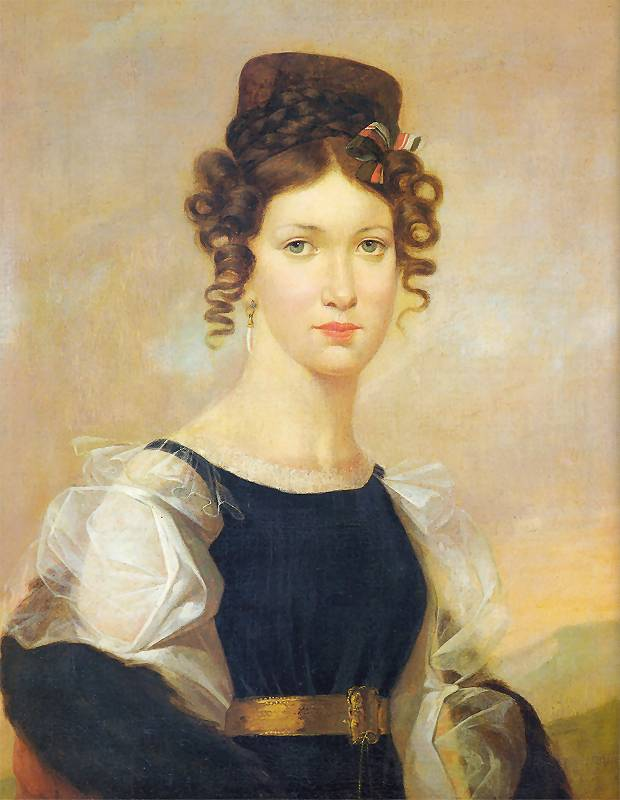
Portrait d'Antoniny Czyszkowskiej
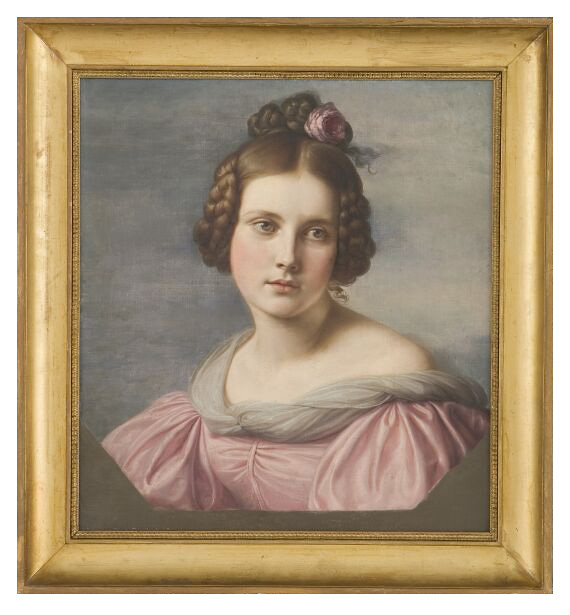
Portrait d'une femme
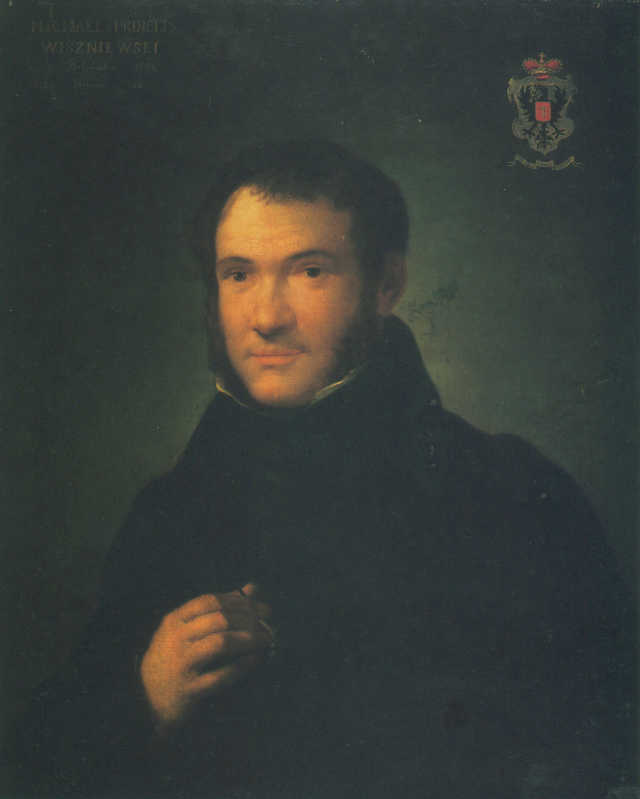
Portrait de Michał Wiszniewski
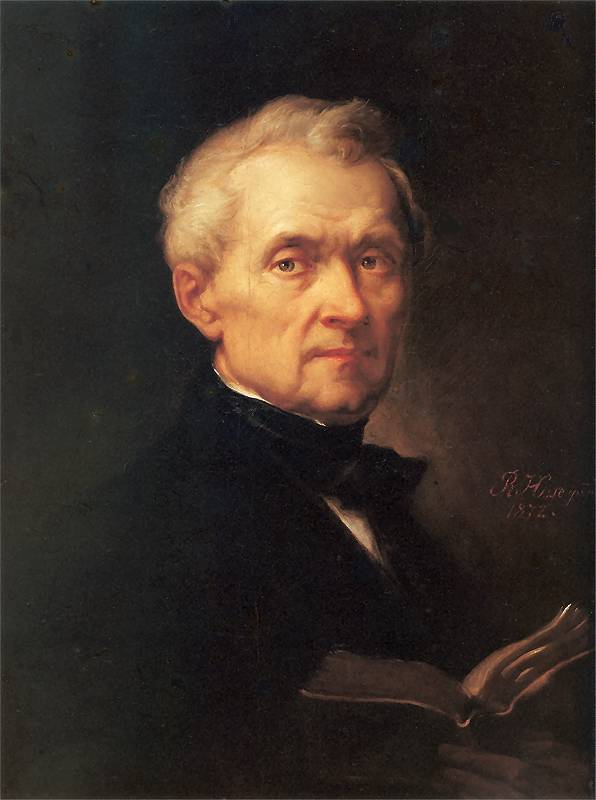
Autoportrait 1872
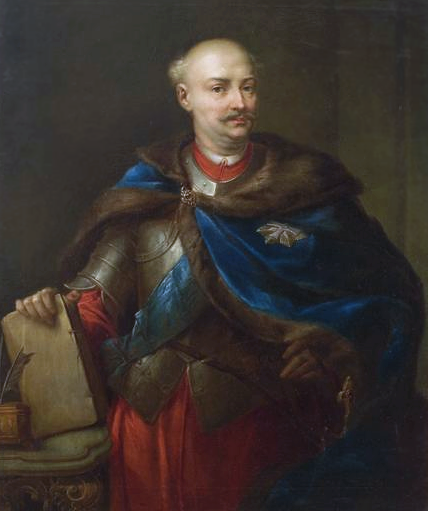
Portrait d'Stanisław Antoni Świdziński